# Овсянников, Евграф Михайлович
Евгра́ф Миха́йлович Овся́нников (2 [14] декабря 1869, село Красный Xолм, Спасский уезд, Рязанская губерния — ?) — российский духовный писатель, священник.

## Биография
Евграф Овсянников родился в семье псаломщика. Богословское образование получил в Киевской духовной академии. С 1896 года преподавал в звании доцента в Донской духовной семинарии на кафедре «истории и обличения раскола и местных сект». В сан священника был возведён в 1901 году, с 1906 года в сане протоиерея был ректором Витебской духовной семинарии. Точная дата его смерти не установлена; его труды в первой половине 1910-х годов издавались в Воронеже.
Написал большое количество церковно-исторических сочинений, главным образом направленных против старообрядчества. Его главные труды: «Константинопольский патриарх Кирилл Лукарис и его борьба с римско-католической пропагандой на Востоке» (Новочеркасск, 1903); «О смысле и значении церковной анафемы» (там же, 1902); «Причины широкого распространения старообрядческого раскола на Дону» (там же 1902), «О сектантстве по данным третьего миссионерского съезда в городе Казани» (Новочеркасск, 1902), «Из жизни донской беглопоповщины» (Санкт-Петербург, 1905), «Отличительные особенности богословия святых апостолов Иакова, Петра, Павла и Иоанна» (Воронеж, 1913), «Святитель Тихон Задонский, как благоустроитель церковной жизни и деятель в борьбе со старообрядческим расколом в Донской Украине» (там же, 1915), «Булавинский бунт, как раскольническое движение на Дону» (там же, 1915).